# Лебединська районна рада
Лебединська районна рада — орган місцевого самоврядування Лебединського районну Сумської області з центром у місті Лебедин.
Лебединській районній раді підпорядковано 23 сільські ради, які об'єднують 129 населених пунктів.

## Склад ради
До складу Лебединської районної ради входять 26 депутатів від 5 партій:
- Всеукраїнське об'єднання «Батьківщина» — 10 депутатів
- Аграрна партія України — 7 депутатів
- Блок Петра Порошенка «Солідарність» — 5 депутатів
- Радикальна партія Олега Ляшка — 2 депутати
- Українська народна партія — 2 депутати

## Керівництво
Голова Лебединської районної ради — Калита Василь Григорович.
Заступник голови Лебединської районної ради — Горошко Світлана Олександрівна.